# Katrīm
Katrīm (persiska: كتريم) är en ort i Iran.   Den ligger i provinsen Mazandaran, i den norra delen av landet, 170 km öster om huvudstaden Teheran. Katrīm ligger 1 194 meter över havet och antalet invånare är 141.
Terrängen runt Katrīm är kuperad åt sydväst, men åt nordost är den bergig. Runt Katrīm är det ganska tätbefolkat, med 111 invånare per kvadratkilometer. Närmaste större samhälle är Pol-e Sefīd, 15,6 km sydväst om Katrīm. Trakten runt Katrīm består i huvudsak av gräsmarker.